# Tove Fall
Tove Elisabet Fall, född Dahl 1 mars 1979 i Göteborg, är en svensk epidemiolog och veterinär. Hon är sedan 2019 professor i molekylär epidemiologi vid Uppsala universitet. Hon är dotter till Östen Dahl och Elena Dahl. 

## Biografi
Fall tog 2005 veterinärexamen vid Sveriges Lantbruksuniversitet (SLU) där hon även disputerade 2009 på en avhandling om diabeteskarakterisering hos hund. Efter en tid som postdoktor i genetisk epidemiologi vid Karolinska Institutet blev hon 2013 docent i epidemiologi vid Uppsala universitet och 2019 professor vid samma lärosäte. 
Fall tilldelades 2016 Gustafssonpriset till unga forskare för sin forskning om att med molekylära analyser identifiera de viktigaste markörerna för diabetesutveckling och de livsstilsfaktorer som bidrar till diabetesutvecklingen.
Fall är under femårsperioden 2018–2023 ledamot av Sveriges unga akademi. Hennes vetenskapliga publicering har (2020) enligt Google Scholar över 20 000 citeringar och ett h-index på 44. Fall tog 2021 emot Kungliga Vetenskapssocietens Thuréus-pris i naturalhistorisk-medicinska klassen.
Hon är gift med Nils Fall och har två barn.